# Красимир Шотаров
Красимир Бисеров Шотаров е български пожарникар, старши комисар от МВР.

## Биография
Роден е на 23 февруари 1968 г. в смолянското село Змеица. През 1993 г. завършва „технология на машиностроенето и металорежещи машини“ в Техническия университет в Пловдив. На следващата година завършва шестмесечен курс във Факултета по противопожарна охрана в Академията на МВР. От 4 октомври 1993 г. е инструктор I ст. в Общинската противопожарна служба в Доспат. След това става инструктор II степен към Районната служба за противопожарна охрана в Доспат. Последователно е инспектор в група „Пожарогасене“ в служба Противопожарна охрана и Пожарна и аварийна безопасност към РДВР-Смолян, началник на звеното за пожарна и аварийна безопасност при РДВР-Смолян. Известно време е директор на Областната дирекция за пожарна безопасност и защита на населението в Смолян. По-късно е началник на дирекцията, а след това директор на Регионалната дирекция за пожарна безопасност и защита на населението. Завършва магистратура по публична администрация във Факултета по сигурност на Академията на МВР през 2004 г. На 3 август 2015 е назначен за временно изпълняващ длъжността директор на дирекция „Оперативни дейности“ при Главна дирекция „Пожарна безопасност и защита на населението“ и е повишен в длъжност старши комисар (МЗ № 8121К-2354/13.07.2015 г.). От 23 февруари 2016 г. е назначен за директор на дирекция „Оперативни дейности“ при Главна дирекция „Пожарна безопасност и защита на населението“ – МВР (МЗ № 8121К-616/23.02.2016 г.).

## Награди
- Почетен знак на МВР – III степен
- Почетен знак на МВР – ІІ степен
- Почетен медал на МВР